# Tipula subnodicornis
Tipula subnodicornis är en tvåvingeart som beskrevs av Zetterstedt 1838. Tipula subnodicornis ingår i släktet Tipula och familjen storharkrankar. Arten är reproducerande i Sverige. Inga underarter finns listade i Catalogue of Life.

## Bildgalleri

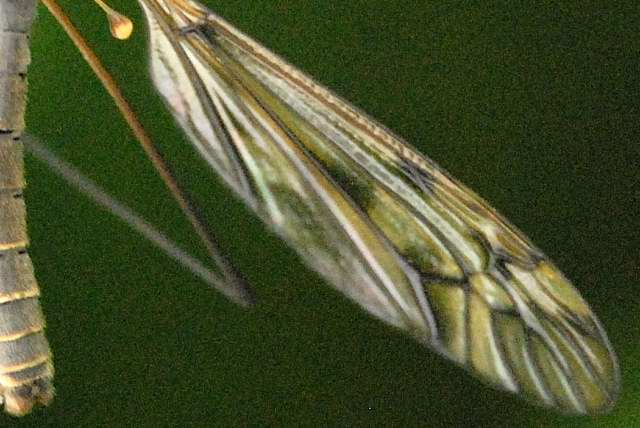